# Mezinárodní asociace učitelů ruského jazyka a literatury
Mezinárodní asociace učitelů ruského jazyka a literatury (rusky Международная ассоциация преподавателей русского языка и литературы (МАПРЯЛ); zkratka MAPRJAL) je mezinárodní nevládní společenství učitelů ruského jazyka a literatury, sdružující 200 členů ze 70 zemí světa, založené v roce 1967 na pařížské Sorbonně.
Česká asociace rusistů (zkratka ČAR), založená roku 1975 a k roku 2017 vedená předsedou Mgr. Jiřím Klapkou (členem prezídia MAPRJAL
), je také členem společenství MAPRJAL.
V srpnu roku 1999 uváděla jako viceprezidentka IX. kongres MAPRJALu, konaný v Bratislavě, jehož se zúčastnilo 600 účastníků ze 43 zemí světa, slovenská vysokoškolská učitelka a rusistka Eva Kollárová.